# Hamadryas amphinome
Craqueur rouge
Espèce

Hamadryas amphinome, le  Craqueur rouge est une  espèce de lépidoptères (papillons) de la famille des Nymphalidae et de la sous-famille des Biblidinae et du genre Hamadryas.

## Dénomination
Hamadryas amphinome a été décrit par Carl von Linné en 1767 sous le nom initial de Papilio amphinome.

### Nom vernaculaire
Hamadryas amphinome se nomme Craqueur rouge en français et Red Cracker en anglais.

## Sous-espèces
- Hamadryas amphinome amphinome; présent en Colombie, en Bolivie et au Brésil.
- Hamadryas amphinome fumosa (Fruhstorfer, 1915); présent en Colombie.
- Hamadryas amphinome mazai Jenkins, 1983; présent au Mexique.
- Hamadryas amphinome mexicana (Lucas, 1853); présent en Colombie et  au Mexique.

## Description
Hamadryas amphinome est un grand papillon d'une envergure de 78 mm à 86 mm au ailes antérieures à bord costal vouté, qui présente un dessus marbré de gris de bleu avec aux ailes antérieures une bande blanche allant de la moitié du bord costal à l'angle externe.
Le revers des ailes antérieures est marron avec la même bande blanche allant de la moitié du bord costal à l'angle externe alors que les ailes postérieures sont rouge brique d'où son nom de Craqueur rouge.

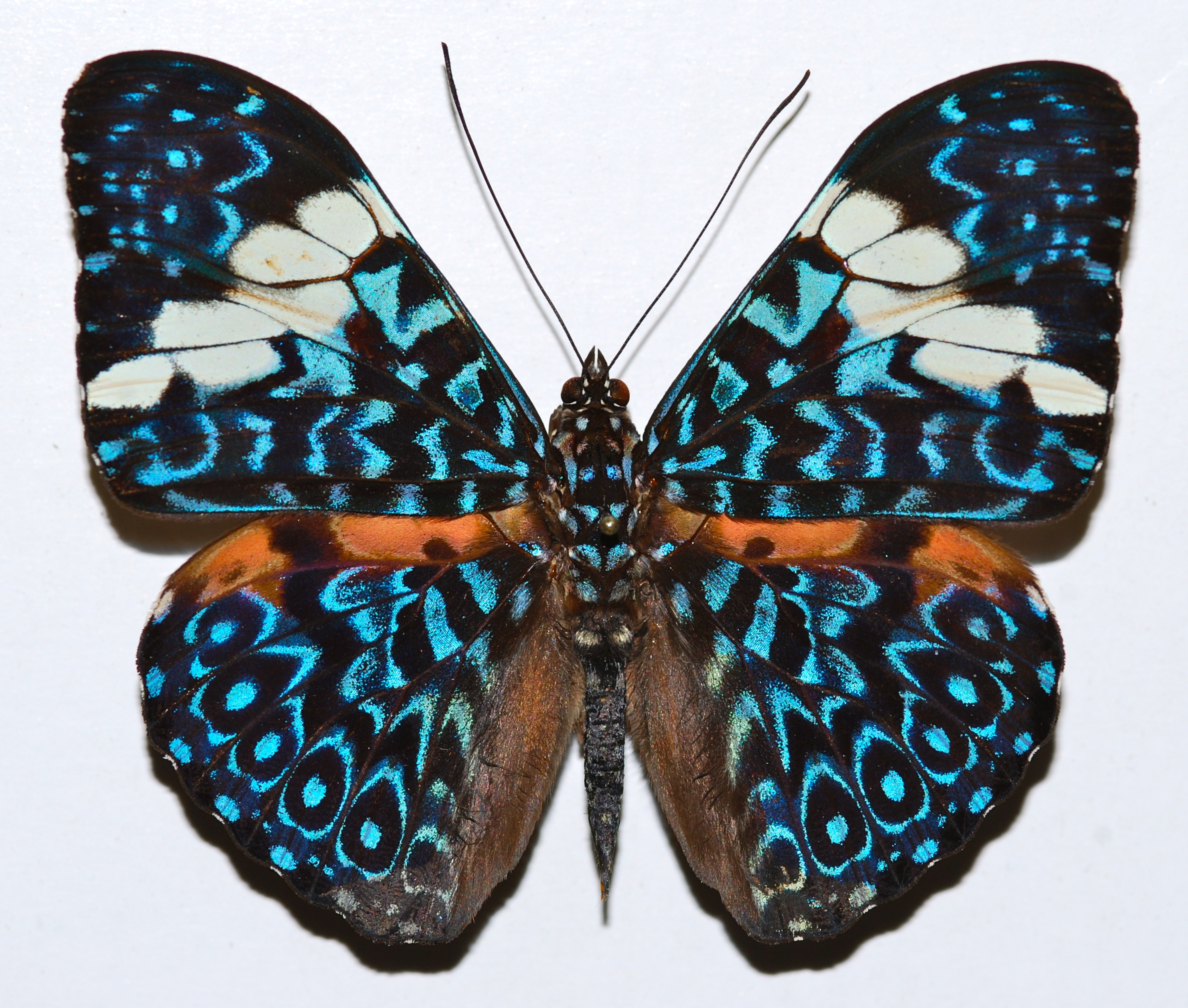
Pérou
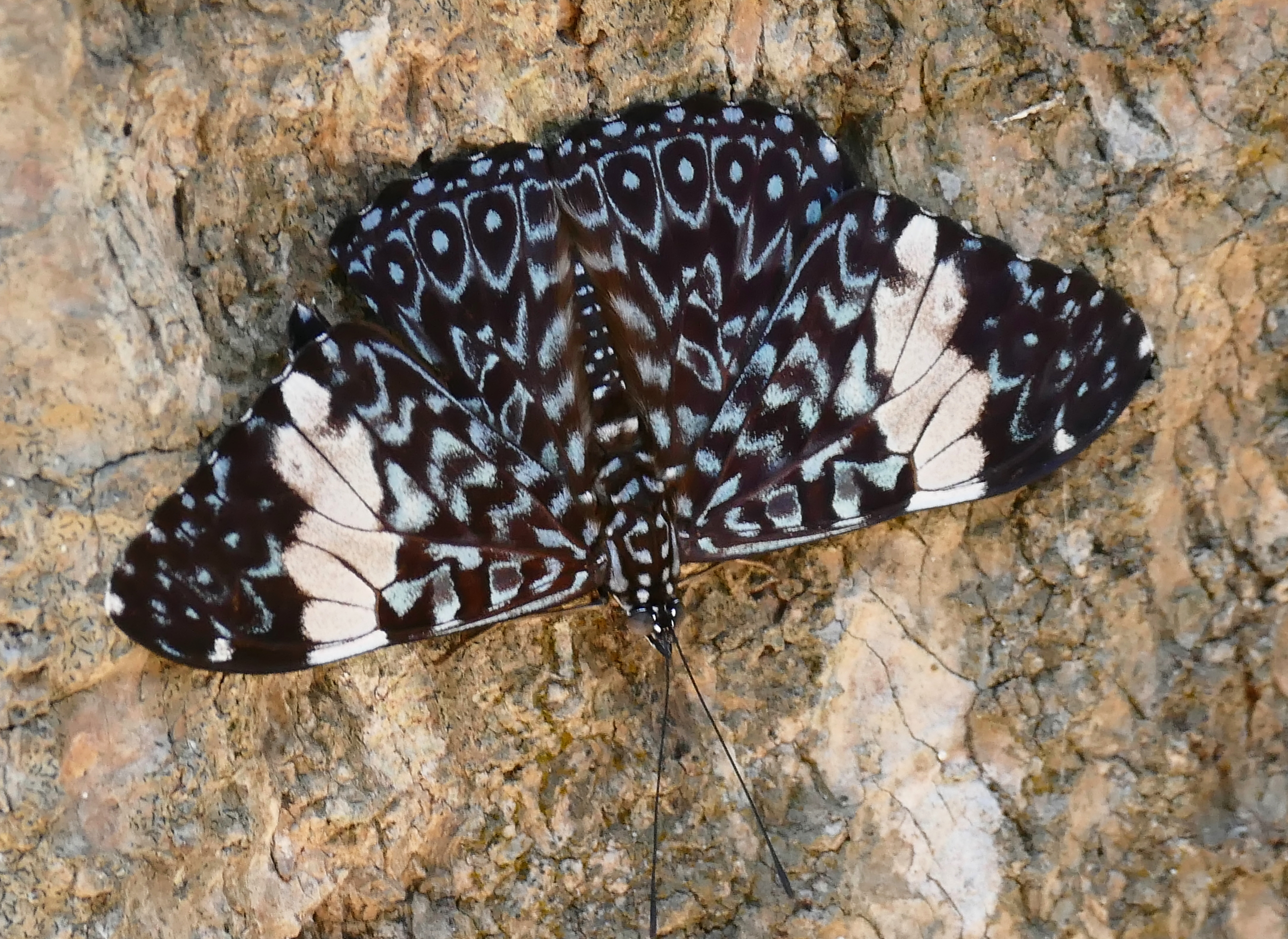
Mato Grosso, Brésil

### Chenille
Les œufs sont blancs et donnent des chenilles qui deviennent noires à marques jaunes et développent de nombreuses épines.

## Biologie
Hamadryas amphinome vole toute l'année en plusieurs générations au Mexique.

### Plantes hôtes
La plante hôte de sa chenille est une Euphorbiaceae (Dalechampia scandens).

## Écologie et distribution
Hamadryas amphinome est présent au Mexique, à Cuba, en Colombie, en Bolivie, au Pérou, en Argentine, au Brésil, en Guyana et en Guyane. Il peut se rencontrer dans l’extrême sud du Texas.

### Biotope
Hamadryas amphinome réside en forêt tropicale.

### Protection
Pas de statut de protection particulier.